# Radomiro Tomic
Radomiro Tomic Romero (Calama, 7 mei 1914 - Santiago, 3 januari 1992) was een Chileens politicus. Bij de presidentsverkiezingen van 1970 was hij namens de Partido Demócrata Cristiano (Christendemocratische Partij) kandidaat voor het presidentschap. Zijn voorouders waren afkomstig uit Kroatië.
Hij studeerde rechten aan de Katholieke Universiteit van Chili. Tijdens zijn studie was hij betrokken bij de christelijk-sociale beweging. In 1938 was hij een van de oprichters van de Falange Nacional (Nationale Falange). Van 1946 tot 1947 en van 1952 tot 1953 was hij voorzitter van deze partij. In 1957 ging de Falange op in de Partido Demócrata Cristiano. Hij was lid van de Kamer van Afgevaardigden (1941-1949) en van de Senaat (1949-1965). Van 1965 tot 1968 was hij Chileens ambassadeur in Washington D.C..
Tomic behoorde tot de linkervleugel van zijn partij en verdedigde de nationalisatie van de koperindustrie. In 1970 werd hij door zijn partij benoemd tot presidentskandidaat bij de komende verkiezingen. De verkiezingen werden gewonnen door de kandidaat van het Volksfront, Salvador Allende, die ruim 36% van de stemmen kreeg. Tomic eindigde als derde met 28% van de stemmen, achter de conservatief-liberale kandidaat Jorge Alessandri die op net geen 35% van de stemmen bleef steken. Aangezien geen van de kandidaten een meerderheid had behaald, moest het Congres een keuze maken uit Allende of Alessandri. Tomic en de christendemocraten besloten onder voorwaarden  hun steun te geven aan Allende, die uiteindelijk tot president van Chili werd benoemd. Drie jaar later kwam Allende om tijdens de staatsgreep van generaal Augusto Pinochet.
Tijdens de dictatuur van Pinochet woonde Tomic in Genève. President Aylwin benoemde hem in 1990 tot Chileens ambassadeur bij de Verenigde Naties aldaar.
Hij overleed in 1992 aan een leverkwaal in Santiago.